# Palmanova (stacja kolejowa)
Palmanova (włoski: Stazione di Palmanova) – stacja kolejowa w Palmanovie, w regionie Friuli-Wenecja Julijska, we Włoszech. Znajdują się tu 2 perony.

## Historia
Stacja została otwarta 26 sierpnia 1888 roku, kiedy otworzyli linię kolejową do Udine i San Giorgio di Nogaro. Dnia 1 stycznia 1917 roku stacja zyskała połączenie kolejowe z Cervignano. W 1997 linia kolejowa do San Giorgio di Nogaro została zamknięta.